# Dasyvalgus plebejus
Dasyvalgus plebejus är en skalbaggsart som beskrevs av Moser 1908. Dasyvalgus plebejus ingår i släktet Dasyvalgus och familjen Cetoniidae. Inga underarter finns listade i Catalogue of Life.